# منشأة المصري
قرية منشأة المصري هي إحدى القرى التابعة لمركز سيدي سالم في محافظة كفر الشيخ في جمهورية مصر العربية. حسب إحصاءات سنة 2006، بلغ إجمالي السكان في منشأة المصري 1838 نسمة، منهم 978 رجل و860 امرأة.